# Brownville (Kilsyth)
Brownville ist eine Villa in der schottischen Stadt Kilsyth in North Lanarkshire. Sie befindet sich an der Balmalloch Road westlich des Stadtzentrums. 1990 wurde das Gebäude in die schottischen Denkmallisten in der Kategorie B aufgenommen.

## Beschreibung
Brownville wurde im Jahr 1878 erbaut. In die Architektur der Villa flossen mediterrane und griechische Einflüsse ein, wie sie bei Bauwerken von Alexander Thomson zu finden sind. Das zweistöckige Hauptgebäude weist einen quadratischen Grundriss auf und besteht aus grauem Quaderstein im Schichtenmauerwerk. Zwei horizontale, weiße Zierbänder rahmen die Fassadenflächen ein, während an den Gebäudekanten weiße Ecksteine verbaut wurden. Die Frontseite ist unsymmetrisch aufgebaut. Die verzierte und bekrönte Eingangstür mit Oberlicht ist nach rechts versetzt. Wie auch im Obergeschoss folgen nach links zwei einzelne Fenster mit Faschen, während zur Rechten Zwillingsfenster verbaut wurden. Die gegenüberliegende Fassade besitzt drei Fensterachsen mit einer mittig angeordneten Tür. Die Südseite weist zwei Achsen mit weiten fenstern auf, wobei eine Fensterfläche hervortritt und über beide Stockwerke reicht. Das Fenster im Obergeschoss ist mit einer gusseisernen Balustrade ausgestattet. Auf dem Obergeschoss sitzt ein Belvedere auf, das mit einem abgeflachten, schiefergedeckten Pyramidendach abschließt. An das Hauptgebäude schließt ein Wirtschaftsflügel mit Remise an. Diese Gebäudeteile besitzen Walmdächer.